# Coupe d'Islande de football 1983
La coupe d'Islande 1983 de football est la 24e édition de la Coupe nationale de football.
Elle s'est disputée du 23 mai 1983 au 28 août 1983, avec la finale jouée au Laugardalsvöllur à Reykjavik.
La Coupe revêt une haute importance puisque le vainqueur est qualifié pour la Coupe des Coupes (Si un club gagne à la fois le championnat et la Coupe, c'est le finaliste de la Coupe qui prend sa place en Coupe des Coupes).
Les 10 clubs de 1. Deild ne rentrent qu'en huitièmes de finale, alors que les clubs des divisions inférieures entrent au fur et à mesure des 3 tours préliminaires. Les équipes se rencontrent sur un  match simple. En cas de match nul, le match est rejoué sur le terrain de l'autre équipe.
L'ÍA Akranes conserve son titre en s'imposant en finale contre l'ÍBV Vestmannaeyjar. Il réalise le premier doublé depuis le Valur Reykjavik en 1976 et permet à son adversaire de se qualifier pour la Coupe des Coupes. 

## Premier tour
| Équipe 1                 | Résultat | Équipe 2                |
| ------------------------ | -------- | ----------------------- |
| Austri Eskifjörður       | 0 - 1    | Valur Reydarfjördur     |
| Armann Reykjavik (D3)    | 1 - 2    | HV Ísafjörður           |
| þrottur Norðfjörður (D3) | 3 - 1    | Huginn Seyðisfjörður    |
| Fylkir Reykjavik (D2)    | 2 - 0    | UMF Selfoss             |
| Bolungarvík              | 2 - 5    | Stjarnan Gardabaer      |
| UMF Njarðvík (D2)        | 0 - 2    | Fram Reykjavik (D2)     |
| Reynir Sandgerði (D2)    | 2 - 1    | Afturelding Mosfellsbær |
| Vikverji                 | 3 - 0    | Stokkseyri              |
| Haukar Hafnarfjörður     | 1 - 2    | Arvakur Háskola         |
| Vikingur Reykjavik       | 2 - 3    | Víðir Garður (D2)       |
| IK Kopavogur             | 2 - 0    | Hafnir                  |
| FH Hafnarfjörður (D2)    | 1 - 0    | Augnablik               |

## Deuxième tour
| Équipe 1                     | Résultat | Équipe 2                  |
| ---------------------------- | -------- | ------------------------- |
| UMF Grindavík                | 3 - 0    | Stjarnan Gardabaer        |
| Arvakur Háskola              | 2 - 3    | Vikverji                  |
| Völsungur Húsavík (D2)       | 2 - 0    | Vorboðinn                 |
| Tindastóll Sauðárkrókur (D3) | 5 - 2    | Vaskur                    |
| Einherji (D2)                | 5 - 1    | þrottur Norðfjörður (D3)  |
| Sindri                       | 2 - 3    | Valur Reyðarfjörður       |
| HSS                          | 0 - 4    | Leiftur Ólafsfjörður (D4) |
| KS Siglufjörður (D2)         | 1 - 0    | KA Akureyri (D2)          |
| IK Kopavogur                 | 6 - 5    | UMF Skallagrimur (D3)     |
| HV Ísafjörður                | 1 - 0    | Víðir Garður (D2)         |
| Fylkir Reykjavik (D2)        | 2 - 1    | Reynir Sandgerði (D2)     |
| Fram Reykjavik (D2)          | 1 - 2    | FH Hafnarfjörður (D2)     |

## Troisième tour
| Équipe 1                  | Résultat | Équipe 2                     |
| ------------------------- | -------- | ---------------------------- |
| HV Ísafjörður             | 3 - 4    | Fylkir Reykjavik (D2)        |
| Vikverji                  | 2 - 0    | IK Kopavogur                 |
| UMF Grindavík             | 2 - 3    | FH Hafnarfjörður (D2)        |
| Einherji (D2)             | 5 - 2    | Valur Reyðarfjörður          |
| Leiftur Ólafsfjörður (D4) | 1 - 3    | Tindastóll Sauðárkrókur (D3) |
| Völsungur Húsavík (D2)    | 2 - 3    | KS Siglufjörður (D2)         |

## Huitièmes de finale
- Entrée en lice des 10 équipes de 1. Deild

| Équipe 1                     | Résultat | Équipe 2                  |
| ---------------------------- | -------- | ------------------------- |
| FH Hafnarfjörður (D2)        | 5 - 1    | þor Akureyri (D1)         |
| Fylkir Reykjavik (D2)        | 2 - 1    | KS Siglufjörður (D2)      |
| Valur Reykjavik (D1)         | 0 - 0    | ÍA Akranes (D1)           |
| ÍA Akranes (D1)              | 3 - 1    | Valur Reykjavik (D1)      |
| Vikingur Reykjavik (D1)      | 1 - 0    | ÍB Ísafjörður (D1)        |
| Einherji (D2)                | 0 - 1    | KR Reykjavik (D1)         |
| Vikverji                     | 1 - 2    | Breiðablik Kopavogur (D1) |
| Tindastóll Sauðárkrókur (D3) | 0 - 1    | ÍBK Keflavík (D1)         |
| ÍBV Vestmannaeyjar (D1)      | 2 - 2    | þrottur Reykjavik (D1)    |
| þrottur Reykjavik (D1)       | 0 - 3    | ÍBV Vestmannaeyjar (D1)   |

## Quarts de finale
| Équipe 1                  | Résultat | Équipe 2                |
| ------------------------- | -------- | ----------------------- |
| ÍBK Keflavík (D1)         | 1 - 3    | ÍA Akranes (D1)         |
| Breiðablik Kopavogur (D1) | 1 - 0    | Vikingur Reykjavik (D1) |
| KR Reykjavik (D1)         | 0 - 1    | ÍBV Vestmannaeyjar (D1) |
| Fylkir Reykjavik (D2)     | 0 - 0    | FH Hafnarfjörður (D2)   |
| FH Hafnarfjörður (D2)     | 1 - 0    | Fylkir Reykjavik (D2)   |

## Demi-finales
| Équipe 1                | Résultat | Équipe 2                  |
| ----------------------- | -------- | ------------------------- |
| ÍA Akranes (D1)         | 4 - 2    | Breidablik Kopavogur (D1) |
| FH Hafnarfjörður (D2)   | 2 - 2    | ÍBV Vestmannaeyjar (D1)   |
| ÍBV Vestmannaeyjar (D1) | 4 - 1    | FH Hafnarfjörður (D2)     |

## Finale
| 28 août 1983 | ÍA Akranes (D1)                             | 2 - 1 a.p | ÍBV Vestmannaeyjar (D1) | Laugardalsvöllur, Reykjavik |  |
|              | Hordur Johannesson · Sveinbjörn Hakonarsson |           | Valthor Sigthorsson     |                             |  |
|              | (Rapport)                                   |           |                         |                             |  |

- L'ÍA Akranes remporte sa 3e Coupe d'Islande. Également champion d'Islande, il permet à l'ÍBV Vestmannaeyjar de se qualifier pour la Coupe des Coupes 1984-1985.